# Certificat de conduite
 (mai 2014).
Si vous disposez d'ouvrages ou d'articles de référence ou si vous connaissez des sites web de qualité traitant du thème abordé ici, merci de compléter l'article en donnant les références utiles à sa vérifiabilité et en les liant à la section « Notes et références ».
En Belgique, toute personne qui conduit un bateau de navigation intérieure destiné au transport de marchandises ou de personnes (automoteurs, remorqueurs-pousseurs, chalands, convois poussés ou de formations à couple) doit (sauf exception) être titulaire d'un document attestant sa capacité à conduire ce bateau.

## Certificats de conduite
Le certificat de conduite A est valable pour toutes les voies d'eau des États membres de l'Union européenne à l'exception des voies d'eau sur lesquelles s'applique le règlement relatif à la délivrance des patentes du Rhin.
Le certificat de conduite B est valable pour toutes les voies d'eau des États membres de l'Union européenne à l'exception des voies d'eau à caractère maritime et celles sur lesquelles s'applique le règlement relatif à la délivrance des patentes du Rhin.

### Exceptions
Le certificat de conduite A ou B n'est pas nécessaire pour conduire :
- des bateaux destinés au transport de marchandises d'une longueur inférieure à 20 mètres ;
- des bateaux destinés au transport de passagers qui ne transportent pas plus de 12 personnes en dehors de l'équipage ;
- des bateaux de service des autorités de contrôle et des bateaux de service d'incendie ;
- des bateaux militaires.

### Équivalences
Le certificat de conduite A délivré par un autre État membre de l'Union européenne valable pour toutes les voies d'eau de la Communauté à l'exception des voies d'eau sur lesquelles s'applique le règlement relatif à la délivrance des patentes du Rhin.
Le certificat de conduite B délivré par un autre État membre de l'Union européenne valable pour toutes les voies d'eau de la Communauté à l'exception des voies d'eau à caractère maritime et celles sur lesquelles s'applique le règlement relatif à la délivrance des patentes du Rhin.
La grande patente du Rhin valable pour toutes les voies d'eau de la Communauté.
Les brevets de conduite belges délivrés avant le 8 avril 1998 pour autant qu'aucune des mentions n'ait été modifiée (adresse, n° carte identité,…) :
- brevet de conduite A : transport de marchandises sur toutes les voies d'eau du Royaume ;
- brevet de conduite B : transport de marchandises sur toutes les voies d'eau du Royaume, à l'exception de l'Escaut maritime inférieur ;
- brevet de conduite C : transport de personnes sur toutes les voies d'eau du Royaume ;
- brevet de conduite D : transport de personnes sur toutes les voies d'eau du Royaume, à l'exception de l'Escaut maritime inférieur.

Pour obtenir un certificat de conduite, il faut répondre aux conditions suivantes :
- être âgé de 18 ans au moins ;
- être physiquement et psychiquement apte à être conducteur de bateau ; l'aptitude doit être attestée par un certificat médical ;
- réussir un examen théorique portant sur des connaissances professionnelles ;
- prouver un temps de service à bord d'un bateau de navigation intérieure ;
- payer la rétribution.

## La patente du Rhin
Toute personne qui conduit un bateau sur le Rhin (bateau de navigation intérieure, navire de mer ou engin flottant) doit être en possession d'une patente du Rhin. La patente du Rhin est délivrée pour la totalité du Rhin ou pour des secteurs déterminés du fleuve.
Pour obtenir une patente du Rhin, il faut répondre aux conditions suivantes :
- être âgé de 21 ans au moins ;
- être physiquement et psychiquement apte à être conducteur de bateau ; l'aptitude doit être attestée par un certificat médical ;
- réussir un examen théorique portant, d'une part, sur les connaissances professionnelles, les règlements et la voie navigable et, d'autre part, sur le secteur pour lequel la patente est demandée ;
- prouver un temps de service à bord de bateaux pour la conduite desquels la patente est demandée ainsi qu'un certain nombre de voyages sur le secteur du Rhin pour lequel la patente est demandée ;
- être en possession du certificat restreint de radiotéléphonie (VHF) ;
- payer la rétribution.

La formation dans les écoles spécialisées belges dure quatre années et permet aux candidats d'obtenir les différents titres de navigation.